# Lygidea mendax
Lygidea mendax är en insektsart som beskrevs av Reuter 1909. Lygidea mendax ingår i släktet Lygidea och familjen ängsskinnbaggar. Inga underarter finns listade i Catalogue of Life.